# Élections législatives de 1885 dans le Var
Les élections législatives de 1885 ont eu lieu les 4 et 18 octobre.

## Députés élus
|   | Député élu         |  | Groupe parlementaire |
| - | ------------------ |  | -------------------- |
| 1 | Georges Clémenceau |  | Extrême gauche       |
| 2 | Auguste Maurel     |  | Extrême gauche       |
| 3 | Augustin Daumas    |  | Extrême gauche       |
| 4 | Camille Raspail    |  | Extrême gauche       |

## Résultats à l'échelle du département

### Moyenne par liste
| Listes         | Listes            | Premier tour | Premier tour | Deuxième tour, | Deuxième tour, | Sièges |
| Listes         | Listes            | Voix         | %            | Voix           | %              | Sièges |
| -------------- | ----------------- | ------------ | ------------ | -------------- | -------------- | ------ |
|                | Liste radicale    | 24 245       | 46,40        | 34 029         | 62,49          | 4      |
|                | Liste monarchiste | 17 303       | 33,12        | 19 968         | 36,67          | 0      |
|                | Liste radicale    | 1 228        | 21,49        |                |                | 0      |
|                | Émile Ollivier    | 298          | 0,57         | 0              |                |        |
|                | Liste socialiste  | 213          | 0,41         | 0              |                |        |
|                | Jeoffrin          | 127          | 0,24         | 0              |                |        |
|                |                   |              |              |                |                |        |
| Inscrits       | Inscrits          | 81 733       | 100,00       | 81 447         | 100,00         | 4      |
| Votants        | Votants           | 52 429       | 64,15        | 54 666         | 67,12          |        |
| Abstention     | Abstention        | 29 304       | 35,85        | 26 781         | 32,88          |        |
| Blancs et nuls | Blancs et nuls    | 178          | 0,34         | 215            | 0,39           |        |
| Exprimés       | Exprimés          | 52 251       | 99,66        | 54 451         | 99,61          |        |

### Par candidats
| Candidat       | Candidat               | Tendance            | Premier tour | Premier tour | Deuxième tour, | Deuxième tour, |
| Candidat       | Candidat               | Tendance            | Voix         | %            | Voix           | %              |
| -------------- | ---------------------- | ------------------- | ------------ | ------------ | -------------- | -------------- |
|                | Georges Clémenceau     | Républicain radical | 24 585       | 47,05        | 34 060         | 62,55          |
|                | Auguste Maurel         | Républicain radical | 24 436       | 46,77        | 34 103         | 62,63          |
|                | Augustin Daumas        | Républicain radical | 24 196       | 46,31        | 34 001         | 62,44          |
|                | Camille Raspail        | Républicain radical | 23 761       | 45,47        | 33 951         | 62,35          |
|                |                        |                     |              |              |                |                |
|                | Bagarry                | Monarchiste         | 17 602       | 33,69        | 20 152         | 37,01          |
|                | Serres                 | Monarchiste         | 17 265       | 33,04        | 19 939         | 36,62          |
|                | Barbes                 | Monarchiste         | 17 201       | 32,92        | 19 903         | 36,55          |
|                | Rigaud                 | Monarchiste         | 17 143       | 32,81        | 19 876         | 36,50          |
|                |                        |                     |              |              |                |                |
|                | Jules Roche            | Républicain radical | 11 942       | 22,86        |                |                |
|                | Blache                 | Républicain radical | 11 534       | 22,07        |                |                |
|                | Piètra                 | Républicain modéré  | 11 203       | 21,44        |                |                |
|                | Jean-Marie de Lanessan | Républicain radical | 10 232       | 19,58        |                |                |
|                |                        |                     |              |              |                |                |
|                | Henri Rochefort        | Socialiste          | 249          | 0,48         |                |                |
|                | Gambon                 | Socialiste          | 246          | 0,47         |                |                |
|                | Edouard Vaillant       | Socialiste          | 246          | 0,47         |                |                |
|                | Eudes                  | Socialiste          | 112          | 0,21         |                |                |
|                |                        |                     |              |              |                |                |
|                | Émile Ollivier         | Bonapartiste        | 298          | 0,57         |                |                |
|                |                        |                     |              |              |                |                |
|                | Jeoffrin               | Divers              | 127          | 0,24         |                |                |
|                |                        |                     |              |              |                |                |
| Inscrits       | Inscrits               | Inscrits            | 81 733       | 100,00       | 81 447         | 100,00         |
| Votants        | Votants                | Votants             | 52 429       | 64,15        | 54 666         | 67,12          |
| Abstention     | Abstention             | Abstention          | 29 304       | 35,85        | 26 781         | 32,88          |
| Blancs et nuls | Blancs et nuls         | Blancs et nuls      | 178          | 0,34         | 215            | 0,39           |
| Exprimés       | Exprimés               | Exprimés            | 52 251       | 99,66        | 54 451         | 99,61          |